# Алайх
Алайх (араб. عاليه‎) — город в Ливане, на территории провинции Горный Ливан. Административный центр одноимённого района.

## География
Город находится в гористой местности западной части Ливана, на расстоянии приблизительно 10 километров к юго-востоку от столицы страны Бейрута. Абсолютная высота — 913 метров над уровнем моря.

## Население
На 2012 год население города составляло 46 269 человек. В конфессиональном составе населения большинство составляют друзы, также представлены христиане (мелькиты, православные и марониты).